# Sabaria schistifusata
Sabaria schistifusata är en fjärilsart som beskrevs av Walker 1862. Sabaria schistifusata ingår i släktet Sabaria och familjen mätare. Inga underarter finns listade.